# Levanto
Lèvanto (Levanto in ligure, Lievànto nella variante locale) è un comune italiano di 5 038 abitanti della provincia della Spezia in Liguria.

## Geografia fisica

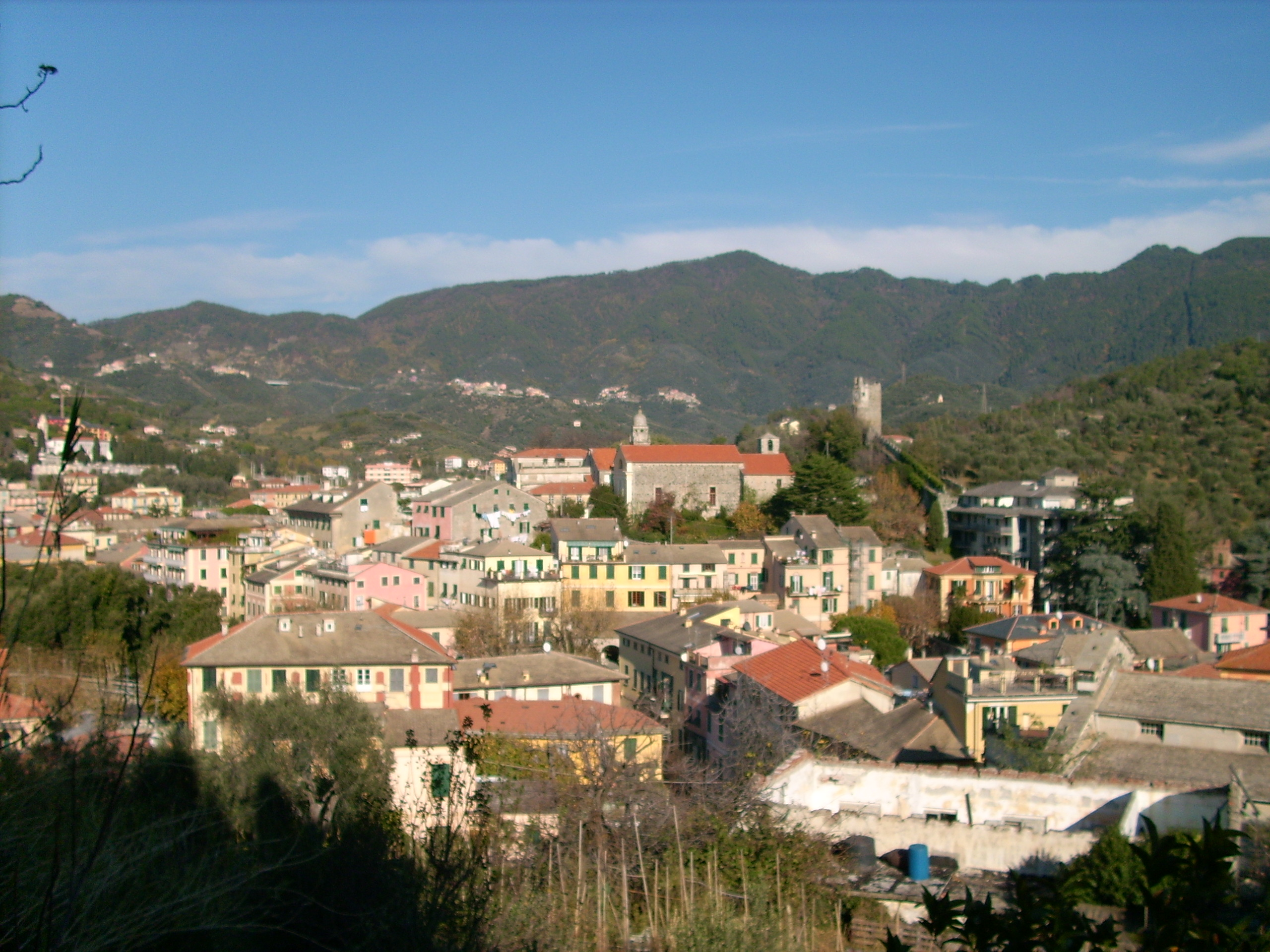
L'agglomerato urbano e le colline di Levanto

Il paese di Levanto è di antica fondazione, adagiato in una valle ricoperta da ulivi, viti e pini ed affacciato direttamente sul mare. 
Le dorsali della vallata finiscono in mare col promontorio del Mesco e la punta di Levanto.
Parte del suo territorio rientra inoltre nel Parco nazionale delle Cinque Terre e dell'Area marina protetta Cinque Terre.

## Storia
Già in epoca romana esisteva un borgo denominato Ceula, situato sulle colline corrispondenti all'attuale zona di Montale, che costituiva un nodo strategico di grande importanza in virtù della sua ubicazione lungo la Via Ligurum, l'antica pista pre-romana che passava vicino alla costa. 
Alla caduta dell'Impero romano d'Occidente, anche il borgo romano di Ceula attraversò le vicende del Levante ligure per poi venire incluso nell'Impero bizantino, quindi nel regno longobardo e, infine, in quello franco.
In età medievale il borgo di Levanto disponeva di un proprio porto fluviale nel torrente Cantarana, dal quale partiva la cosiddetta Via dei Monti che raggiungeva Pontremoli e la Lunigiana. Su questa via percorsa da pellegrini e mercanti, all'inizio del IX secolo, in epoca carolingia, il campanile della pieve di Ceula, l'odierna chiesa parrocchiale di San Siro a Montale, fungeva da torre di avvistamento e di difesa contro le incursioni e le razzie dei predoni saraceni provenienti dal mare.
Con diploma imperiale di Federico Barbarossa, datato al 1164, il primitivo abitato costiero di Levanto, citato per la prima volta in un documento ufficiale, è confermato quale proprietà feudale della famiglia Malaspina.
Il dominio sul borgo marinaro di Levanto passò successivamente ai Da Passano, vassalli dei Malaspina, che incrementarono i traffici commerciali. Soprattutto importante era il commercio del sale, ricavato dalle locali saline, che dal Borgo attraverso l'omonima via, veniva esportato in val di Vara e, dal nodo viario di Varese Ligure, sino alla Pianura Padana.
A partire dal XIII secolo l'importanza dell'abitato collinare, denominato ora Valle e amministrato dai Signori di Zolasco,iniziò a ridursi a vantaggio del nuovo insediamento di Levanto, il Borgo, che stava ampliandosi direttamente sul mare e che ebbe inizialmente una sorta di autonomia distinta rispetto alla Valle.
Furono gli stessi Da Passano ad avviare i primi contatti con la Repubblica di Genova che si trasformarono in un vero e proprio atto di fedeltà dal 1132 e ancora nel 1229 con la totale dedizione verso la repubblica genovese che mantenne alla famiglia i privilegi storici e le proprietà feudali del Borgo. 

 Anche i possedimenti della Valle, ancora amministrati dai Signori di Zolasco, furono infine da loro ceduti alla repubblica genovese che ne prese definitivo possesso nel 1247
Riunito in un unico centro, amministrato da Genova con un Podestà, Levanto divenne un importante scalo commerciale del Levante ligure alimentato dalle vie di comunicazione terrestri, di cui la più importante era la via Francigena. Fiorì il commercio dei prodotti locali quali vino e olio - prodotti principalmente nella Valle - e dell'apprezzato marmo rosso propriamente chiamato Rosso Levanto.
Nei secoli successivi Levanto ebbe un ulteriore e notevole sviluppo con l'edificazione del Borgo nuovo (o Stagno) nella piana del torrente Ghiararo. Questo insediamento mantiene tuttora il suo carattere lineare con interessanti palazzi del XVI e XVIII secolo. 
Anche nella Valle fiorirono nuove ville patrizie, mentre la difesa della costa e la protezione dei prodotti esportati portarono nello stesso secolo ad una ricostruzione del locale castello.
Nel 1515 la Repubblica cedette alla Casa di San Giorgio la sovranità su Levanto. Poiché tuttavia l'amministrazione dei possedimenti si rivelò antieconomica, la Casa di San Giorgio restituì alla Repubblica tutti i territori che le rimanevano in sovranità, fra cui Levanto, nel 1562.

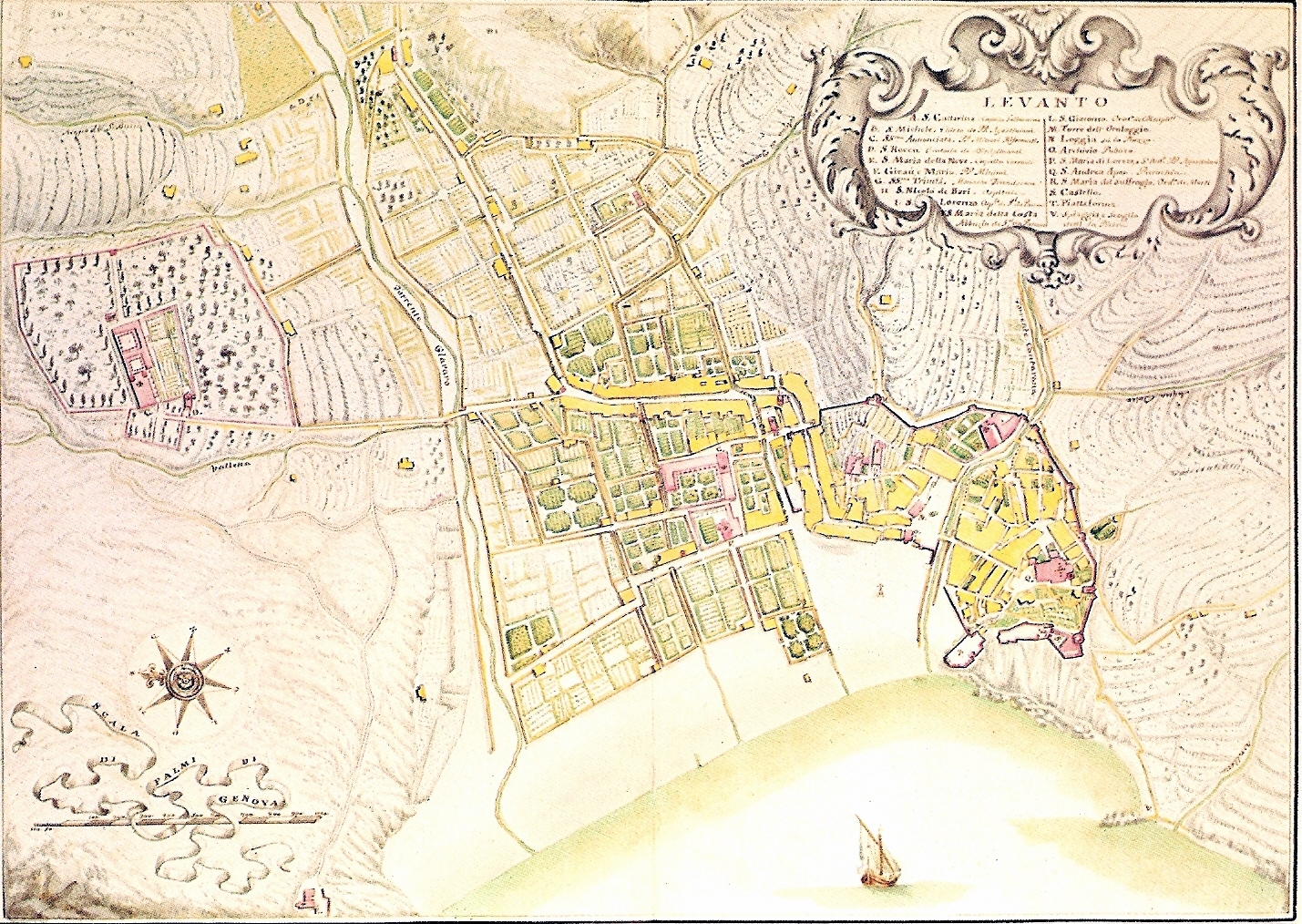
Mappa del 1773 realizzata del cartografo Matteo Vinzoni per la Repubblica di Genova

Nel 1607 Geronimo Biassa è Podestà di Levanto.
Dallo stesso anno Levanto è sede di Capitaneato e seguirà le sorti e le glorie della Repubblica genovese fino alla fine del XVIII secolo.
Con la dominazione francese di Napoleone Bonaparte rientrò dal 2 dicembre nel Dipartimento del Vara, come capoluogo, all'interno della Repubblica Ligure. Dal 28 aprile 1798 con i nuovi ordinamenti francesi, il territorio di Levanto rientrò nel I cantone, come capoluogo, della Giurisdizione di Mesco e dal 1803 centro principale del I cantone di Levanto nella Giurisdizione del Golfo di Venere. 

Annesso al Primo Impero francese dal 13 giugno 1805 al 1814 venne inserito nel Dipartimento degli Appennini.
Caduto l'Impero napoleonico, nel 1815 Levanto fu incluso nella provincia di Levante del Regno di Sardegna e successivamente nel Regno d'Italia dal 1861. 

Dal 1859 al 1927 il territorio fu compreso nel VI mandamento di Levanto del circondario di Levante facente parte della provincia di Genova prima e, con l'istituzione nel 1923, della provincia della Spezia poi.
Un'ulteriore fase dello sviluppo urbano si pone tra la fine del XIX e l'inizio del XX secolo con l'apertura degli attuali corso Italia e corso Roma. A partire dal 1950 il borgo si è ulteriormente esteso raggiungendo negli anni settanta l'attuale configurazione.
Intorno all'anno 2005 è iniziata una completa trasformazione del lungomare iniziando dalla zona di Vallesanta, con una passeggiata in parte a sbalzo sopra una serie di locali che dovrebbero essere adibiti a negozi a servizio dell'approdo delle barche a Vallesanta, con aiuole ben piantumate con piante della macchia mediterranea.

La passeggiata porta ad una pista ciclabile corredata da marciapiedi, che seguendo il tracciato delle vecchie gallerie ferroviarie dismesse, porta in meno di mezz'ora, attraverso un itinerario ben illuminato con squarci di visione del mare, al vicino borgo di Bonassola ed a Framura. Il progetto del "water front" è stato completato mediante l'installazione di un impianto di depurazione (a servizio di Levanto e Bonassola) ed in futuro sarà dotato dal proseguimento della passeggiata attrezzata sino allo stabilimento balneare del Casinò. La vecchia stazione ferroviaria dei viaggiatori è stata ceduta a privati ed è in corso di ristrutturazione.
Dal 1973 al 31 dicembre 2008 è stata la sede amministrativa della Comunità montana della Riviera Spezzina, quest'ultima soppressa con la Legge Regionale n° 24 del 4 luglio 2008 e in vigore dal 1º gennaio 2009.
Il 25 ottobre 2011 una violenta perturbazione ha colpito il levante ligure (bassa e media val di Vara, val di Magra e Cinque Terre) e la Lunigiana (provincia di Massa-Carrara) con esondazioni, danni, vittime e dispersi in diverse località del territorio ligure e toscano. Tra i comuni più colpiti c'è anche Levanto (già interessato nel 1981 da un analogo fenomeno alluvionale) dove le precipitazioni intense hanno provocato danni e disagi (valutati dallo stesso sindaco intorno ai 3 milioni di euro) in porzione limitata o comunque di livello minore rispetto a viciniori comuni della costa e dell'entroterra.

### Simboli
Stemma
Gonfalone
Bandiera

Lo stemma è liberamente utilizzato dal Comune pur essendo privo di un decreto ufficiale di concessione. Il capo di San Giorgio, o di Genova, si riferisce all'appartenenza alla Repubblica di Genova del territorio cittadino.

## Monumenti e luoghi d'interesse

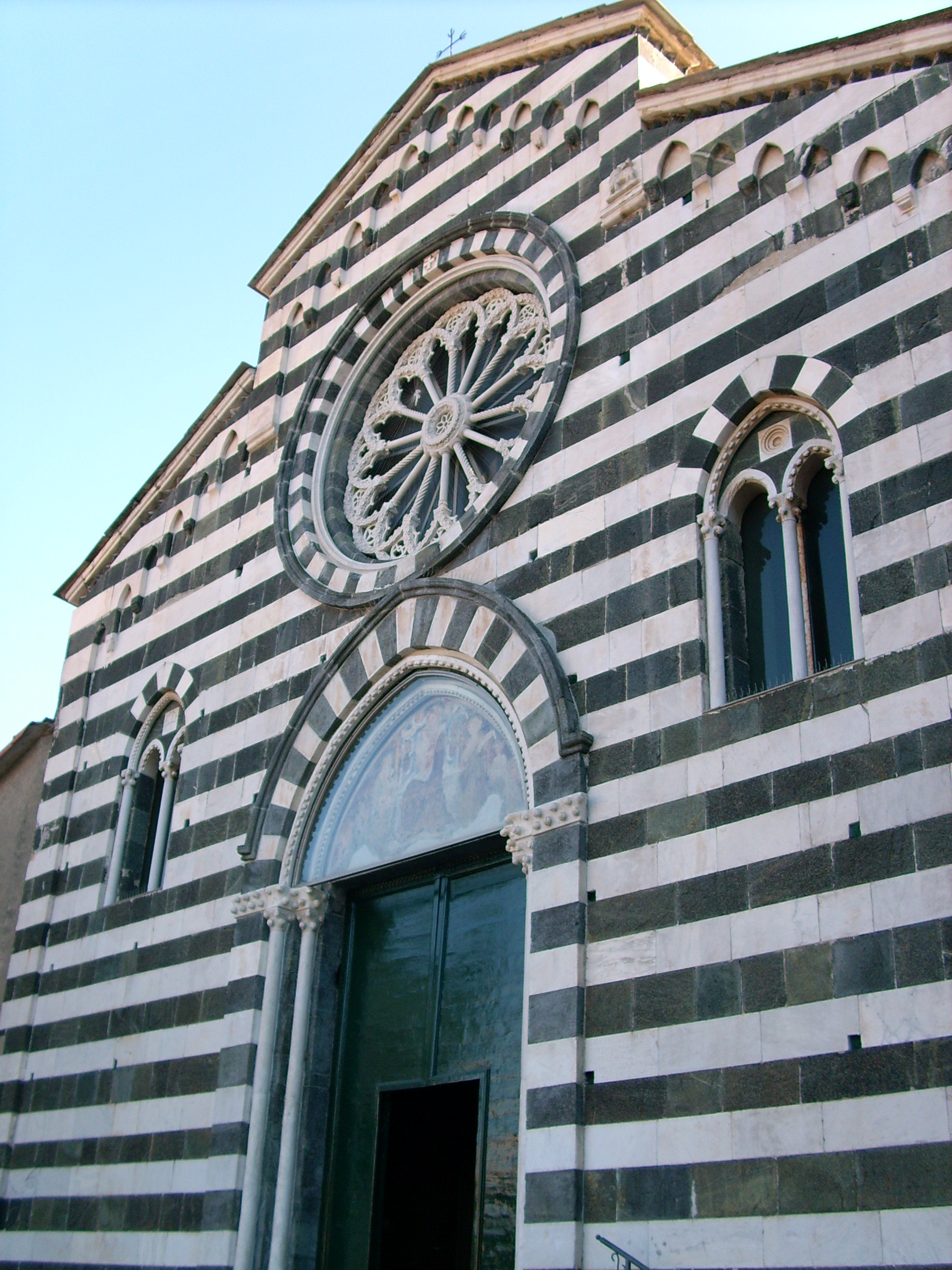
La chiesa parrocchiale di Sant'Andrea apostolo, nel capoluogo

### Architetture religiose
- Chiesa parrocchiale di Sant'Andrea apostolo nel capoluogo. Edificata nel 1222[14] ed ampliata nel corso del XV secolo[15], è un notevole esempio di architettura gotica nel levante ligure con la caratteristica facciata a fasce alternate di marmo bianco e serpentino locale[14]. L'interno, a cinque navate, conserva diverse opere pittoriche e scultoree tra i quali un Martirio di san Sebastiano, dipinto del XVI secolo, un crocifisso nero del XIV secolo, rinvenuto nella località di Vallesanta, e un'Adorazione dei Magi del pittore Andrea Semino[14]. È la sede principale dei concerti estivi del locale Amfiteatrof Music Festival.
- Chiesa della Santissima Annunziata e complesso conventuale nel capoluogo. Edificata verso la metà del XV secolo dai francescani[16], la chiesa conserva due importanti opere pittoriche quali Il miracolo di san Diego[16], attribuito con buona sicurezza a Bernardo Strozzi, e il rinascimentale San Giorgio e il drago[16] del pavese Pier Francesco Sacchi. Nell'aula dell'ex refettorio campeggia la Cena di Emmaus di Giovanni Battista Casoni, tipico esempio di pittura a lume di candela.
- Chiesa di Santa Maria della Costa o Nostra Signora Assunta della Costa nel capoluogo. Forse risalente al XIII secolo[17] e pertanto considerato il più antico edificio di culto del borgo di Levanto[14], presenta un pregevole bassorilievo[17] raffigurante San Giorgio e il drago, con impresse le armi nobiliari dei Da Passano, della bottega di Giovanni Gaggini.
- Oratorio di San Giacomo nel capoluogo. Edificato alla sinistra della chiesa della Madonna della Costa, è sede dell'antica confraternita omonima che fu costituita prima del 1409[18]. Restaurato recentemente, nel primo decennio del Duemila, conserva opere e arredi sacri usati nelle processioni della congregazione religiosa.
- Chiesa parrocchiale-santuario di Nostra Signora della Guardia nel capoluogo. Sita nella prima periferia levantese, i lavori per la costruzione dell'edificio interessarono il sito dal 1939 al 1958.
- Chiesa di San Rocco nel capoluogo. La chiesa è un edificio in stile barocco che fungeva da "chiesa conventuale"[19] del vicino complesso monastico delle Clarisse, oggi sede del municipio. All'interno sono conservati dipinti, statue e crocifisso lignei processionali.
- Ex complesso conventuale degli agostiniani nel capoluogo. Oggi sede di un ostello della Gioventù e di spazi espositivi culturali della comunità di Levanto, l'edificio fu un seicentesco convento edificato dagli agostiniani[20].
- Cappella di Nostra Signora della Mercede, ridotta allo stato di rudere, nella località di Busco. Secondo alcune fonti edificata nel XVIII secolo[21], la cappella è citata in alcuni documenti della comunità parrocchiale di Legnaro a partire dal 1809[21].

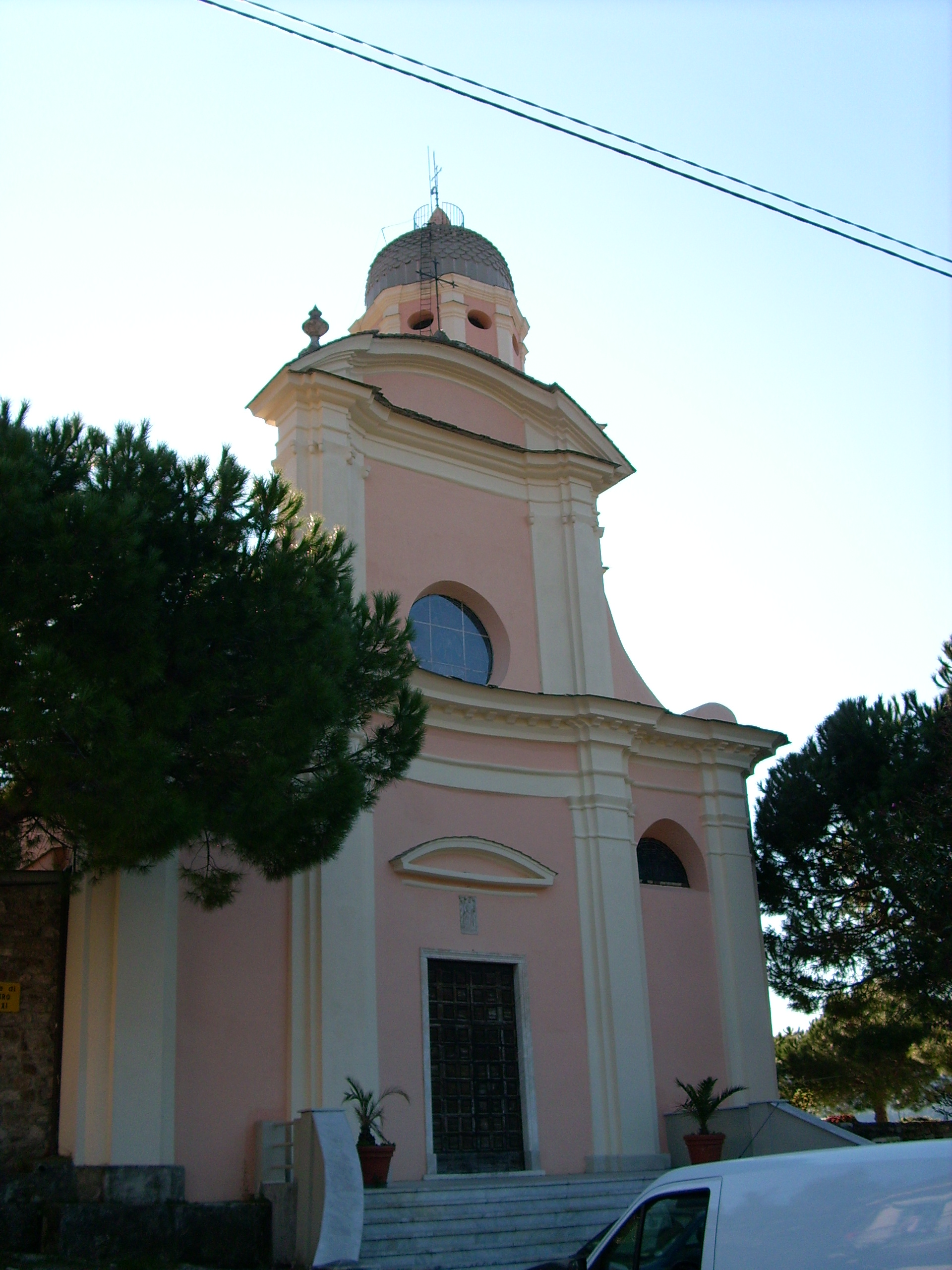
La pieve parrocchiale di San Siro Vescovo nella frazione di Montale

- Cappella di Santa Maria Maddalena nella località di Casella.
- Cappella di San Giuseppe nella località di Casella, edificata nel XVII secolo e citata dal 1671. Conserva una statua della Madonna col Bambino.
- Chiesa parrocchiale di San Nicolò nella frazione di Chiesanuova. Edificata nel XIII secolo[22], fu rimaneggiata ed ampliata tra i secoli XIV e XVIII secolo[22]. Di pregio un fonte battesimale del XV secolo[22] in marmo bianco di Carrara.
- Cappella di San Giovanni Evangelista nella località di Dosso, edificata nel XVII secolo. Tra gli elementi decorativi un bassorilievo su ardesia, attribuito a Pace Gaggini e raffigurante un Presepe, sito tra il portale e la lunetta.
- Cappella di Sant'Anna nella località di Faraggiana. Citata dal 1651[23], conserva al suo interno una statua della titolare forse opera della scuola scultorea genovese del XVIII secolo[23]. La tradizione popolare[23] afferma che nella zona sottostante la cappella pare sorgesse il primo complesso dei francescani che, dopo il trasferimento nel complesso dell'Annunziata, fu ceduto ad un genovese che lo trasformò in casa padronale di campagna.
- Cappella di Sant'Antonio da Padova nella località di Fattore.
- Chiesa parrocchiale di San Michele Arcangelo nella frazione di Fontona. Il primo tempio religioso - oggi santuario della Madonna del Soccorso - è citato dal XII secolo[24]; l'attuale edificio fu costruito nel corso del XVII secolo[24].
- Santuario della Madonna del Soccorso nella frazione di Fontona. Citato dal XII secolo[24], l'edificio fu sottoposto ad un accurato restauro tra i secoli XVIII e XIX[24]. Raggiungibile attraverso un sentiero boschivo, il sito si trova a circa 200 m sul livello del mare.
- Cappella di San Matteo nella località di Ghiare, edificata nel XVI secolo ma documentata a partire dal 1634. La cappella fu ingrandita nel XVII secolo[25].
- Cappella di Sant'Anna nella frazione di Groppo, documentata dal XVII secolo[26].
- Chiesa parrocchiale di San Sebastiano nella frazione di Lavaggiorosso.
- Cappella di Sant'Antonio da Padova nella frazione di Lerici del XVIII secolo. Tra i dipinti conservati una Madonna del Carmine, un Santo con il crocifisso e una Madonna col Bambino che appare a sant'Antonio da Padova del Settecento[27].
- Chiesa parrocchiale di San Pietro Apostolo nella frazione di Legnaro. Citata dal 1235, subì trasformazioni successive dal XVI al XVIII secolo. Conserva una tela del Cinquecento[27].

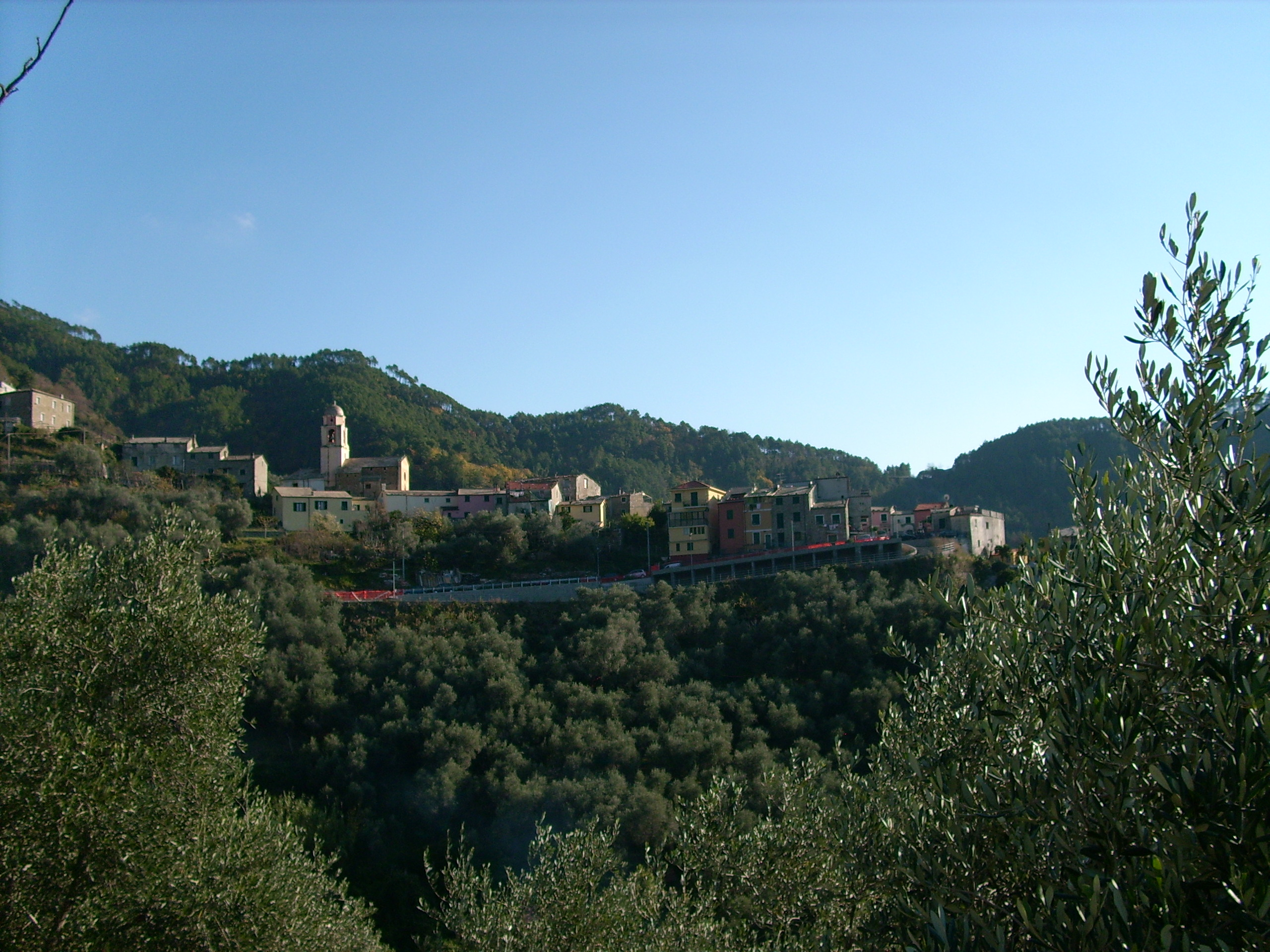
Panorama di Chiesanuova con la chiesa parrocchiale di San Nicolò

- Oratorio della Madonna delle Grazie nella frazione di Legnaro. Edificato nel XVI secolo[27] e situato attiguo alla parrocchiale di San Pietro, conserva una tela del Cinquecento raffigurante la santa titolare dell'oratorio[27].
- Chiesa di San Sebastiano nella frazione di Lavaggiorosso. Il primo impianto risalirebbe al XIII secolo o comunque al periodo medievale[28], anche se di tale edificio non ne rimane tracce. L'attuale parrocchiale è datata al XVII secolo.
- Cappella di Santa Maria Assunta nella frazione di Lissa, esistente già dal 1584 ma molto probabilmente rivisitata nel corso del XVIII secolo. All'interno si conserva una statua della Madonna col Bambino.
- Pieve parrocchiale di San Siro Vescovo nella frazione di Montale. Ricordata in documenti storici dell'XI secolo[29], l'attuale edificio religioso è databile a non prima del XII secolo[29]. L'antica pieve anticamente aveva un'ampia giurisdizione sulle chiese e cappelle degli attuali territori comunali di Bonassola e Levanto[29]. All'interno da vedere le tele di Assereto e di Antonio Maria Vassallo, nonché la pala d'altare di Orazio De Ferrari.
- Cappella di Santa Maria Assunta nella frazione di Pastine, già aperta al culto dal 1624[30] e visitata da un delegato episcopale nel 1628. Tra le opere conservate una statua dell'Assunta della scuola scultorea genovese del XVIII secolo e un dipinto cinquecentesco raffigurante la Madonna col Bambino in trono tra i santi Sebastiano, Francesco d'Assisi e Rocco.
- Chiesa di San Giovanni Battista nella frazione di Ridarolo. La chiesa fu edificata, in tre frasi differenti, tra il XIV e il XVIII secolo. Alcuni studiosi la identificano con la medievale pieve di Ceula[31].
- Cappella di San Bernardo nella frazione di Vignana. Citata in un atto del XIII secolo, la semplice cappella potrebbe essere stata riedificata o ampliata intorno al 1630, così come attestano una data sull'intonaco più antico e un'incisione sull'unica campana del campanile a vela[32].

### Architetture civili

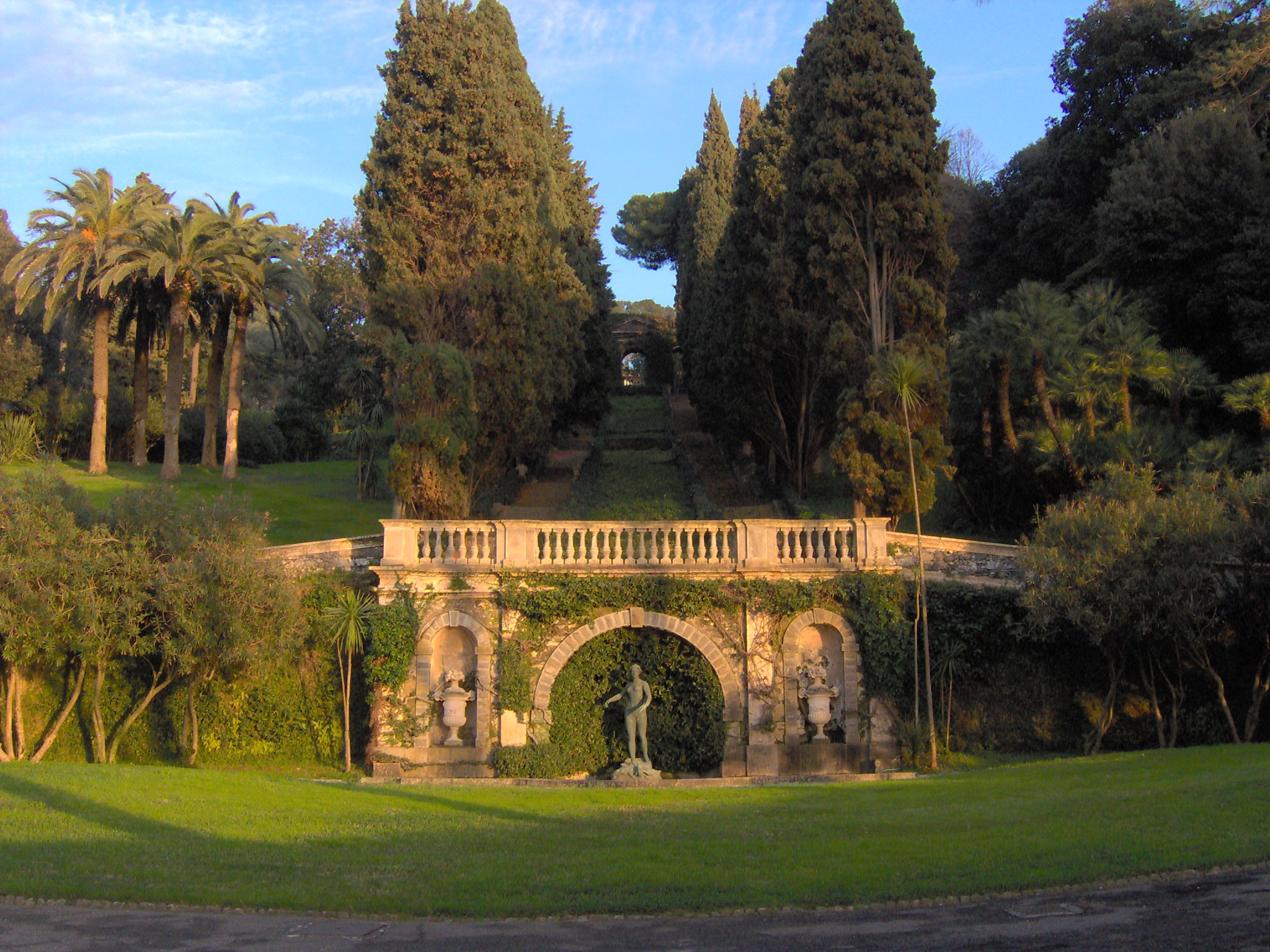
Uno scorcio dei giardini di villa Agnelli

- Loggia comunale di Levanto del XIII secolo, insignita il 20 luglio 2007 dall'UNESCO del titolo di "monumento testimone di cultura e di pace"[33]. Il caratteristico edificio è stato costruito in epoca tardo-medioevale sulla sponda dell'antico porto-canale che fino alla fine del Quattrocento ha rappresentato il centro dei traffici commerciali del paese, e che successivamente è stato interrato dai materiali portati a valle dai torrenti.
- Ex complesso monastico delle Clarisse, oggi sotto i suoi portici ospita il municipio, la biblioteca civica e altri servizi per la cittadinanza.
- Casa Restani, posta di fronte alla loggia comunale, antico edificio mercantile edificato tra il XIII e il XIV secolo, dove anticamente trovavano spazio i magazzini e le botteghe al piano terreno e un'abitazione al piano superiore. Parte dell'edificio è stato restaurato agli inizi del XX secolo.Il palazzo di Casa Restani, edificio mercantile del Basso Medioevo

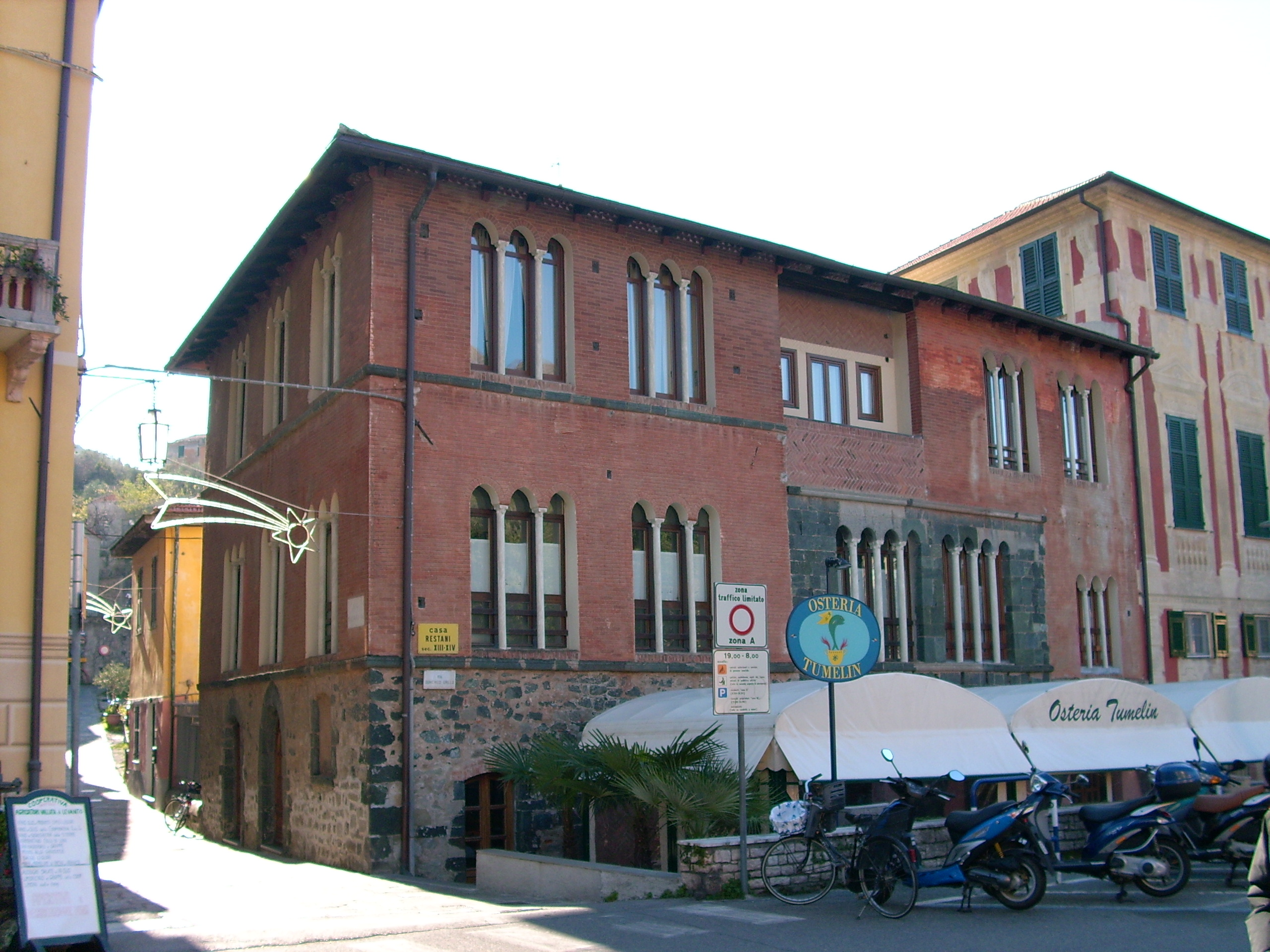
Il palazzo di Casa Restani, edificio mercantile del Basso Medioevo

- Villa Agnelli. Costruita agli inizi del Novecento, si trova alla Pietra, arroccata sulla punta più bella del paese a strapiombo sul mare, con i suoi bellissimi giardini. Il complesso comprende molteplici abitazioni, alcune riservate al personale altre agli ospiti. La tenuta racchiude in sé anche una piccola spiaggia e, quindi, uno sbocco a mare, piscine e un campo da tennis.
- Porta dell'Acqua, inserita in una torretta delle medievali mura cittadine.
- Porta di San Cristoforo con nove figure caricaturali risalenti agli inizi del XVI secolo.
- Eremo di Sant'Antonio del Mesco lungo il sentiero boschivo per punta Mesco a 311 metri sul livello del mare. L'edificio, citato nel 1380 per la prima volta, è stato edificato tra l'XI e il XV secolo e successivamente abbandonato nel 1610[34]. L'ex sito religioso si trova ai confini amministrativi con Monterosso al Mare.

### Architetture militari
Il medievale castello, costruito dalla Repubblica di Genova nel 1265 per difendere il paese dalle incursioni saracene nel luogo dove già sorgeva un antico maniero dei Malaspina, è ancora perfettamente conservato. Ha forma allungata, parallela alla costa, leggermente incurvata verso nord est, ove sorge un torrione rotondo dal quale si dipartivano le mura della città.

### Aree naturali
- Scoglio Gagiato.
- Scoglio Nero.

### Altro
- Piazza generale Domenico Staglieno. Dedicata al generale del Genio militare durante la guerra di Crimea nel 1854 e in seguito costruttore di tutto l'amplissimo reticolo di strade che, dal passo del Bracco, si ramifica verso Bonassola, Deiva Marina e Levanto, è la grande piazza, con giardini pubblici, antistante il mare.

## Società

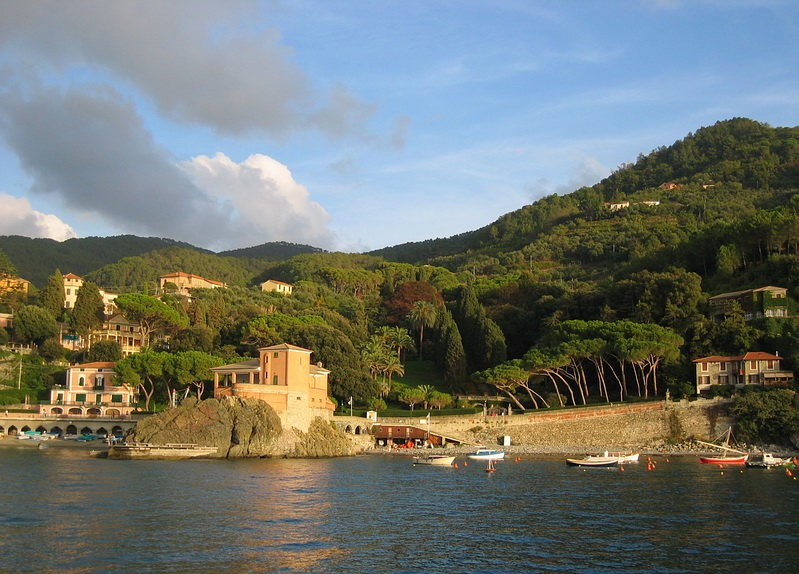
Scorcio della marina

### Evoluzione demografica
Abitanti censiti

### Etnie e minoranze straniere
Secondo i dati Istat al 31 dicembre 2019, i cittadini stranieri residenti a Levanto sono 276, così suddivisi per nazionalità, elencando per le presenze più significative:
1. Romania, 117

## Cultura

### Eventi
- Levanto è stata sede, nel 1912, della mostra internazionale della xilografia, indettavi dall'innovativa rivista L'Eroica con il proposito di valorizzare la creatività della grafica nazionale. Ne risultò un'appassionata impresa espositiva che lanciò il manifesto italiano della xilografia del XX secolo. All'esposizione presero parte i più interessanti artisti della grafica europea del tempo, sia xilografica che litografica.
- Amfiteatrof Music Festival, rassegna internazionale di musica classica  nei mesi di luglio, agosto e settembre dedicata a Massimo Amfiteatrof - il "Caruso dei violoncellisti" - che visse a Levanto dai primi anni venti al 1990.

## Geografia antropica
Il comune è costituito, oltre il capoluogo, dalle frazioni e località di Casella, Chiesanuova, Dosso, Fontona, Fossato, Groppo, Lavaggiorosso, Le Ghiare, Legnaro, Lerici, Lizza, Mesco, Montale, Pastine, Ridarolo, San Gottardo e Vignana per un totale di 36,81 km².
Confina a nord con i comuni di Framura, Carrodano e Borghetto di Vara, a sud è bagnato dal mar Ligure e Monterosso al Mare, ad ovest con Bonassola e il mar Ligure e ad est con Carrodano, Borghetto di Vara, Pignone e Monterosso al Mare.

## Economia
L'attività prevalente del territorio è legata al turismo. La località ha ottenuto dalla FEE-Italia (Foundation for Environmental Education) il conferimento della bandiera blu per la qualità delle sue spiagge.

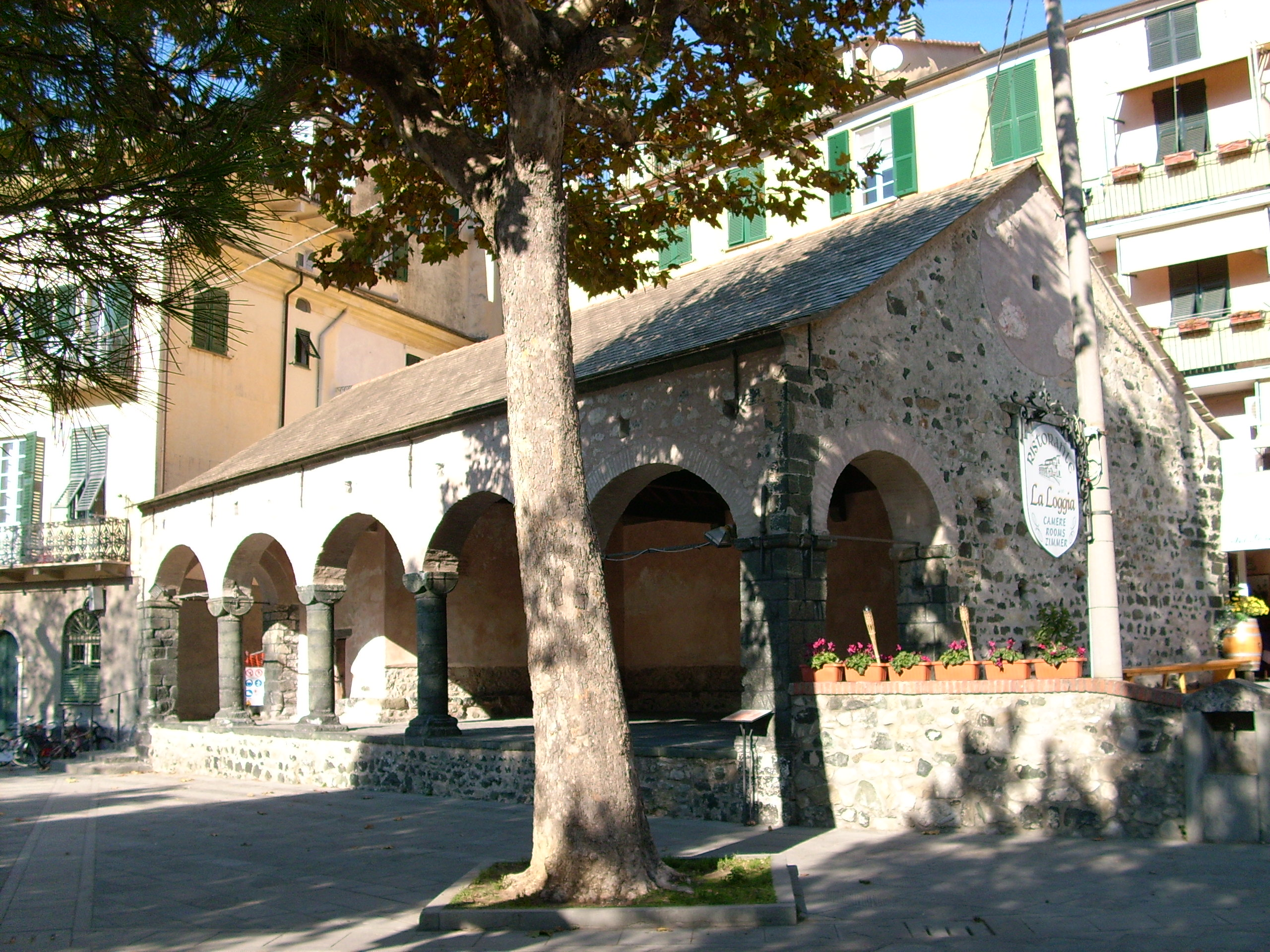
La loggia comunale di Levanto

## Infrastrutture e trasporti

### Strade
Il centro urbano di Levanto è attraversato principalmente da due arterie stradali principali: la provinciale 566 dir e la provinciale 64 (già SS 332). La prima gli permette il collegamento viario con il territorio di Carrodano, mentre la seconda, a sud-ovest, con Bonassola; la provinciale 38 collega inoltre alcune frazioni levantesi con Monterosso al Mare.

### Ferrovie
Levanto è dotata di una stazione ferroviaria sulla linea Genova-Pisa.

### Mobilità urbana
Dal comune di Borghetto di Vara un servizio di trasporto pubblico locale gestito dall'ATC garantisce quotidiani collegamenti bus con Levanto e per le altre località del territorio comunale. Analogo servizio è garantito dall'AMT con corse da Framura.

### Piste ciclabili
Il borgo è collegato ai comuni di Bonassola e Framura grazie a una pista ciclabile; essa si sviluppa lungo il vecchio sedime ferroviario della Genova-Pisa, spostata nel 1970 alle spalle del borgo in occasione dei lavori di raddoppio dei binari.

## Amministrazione

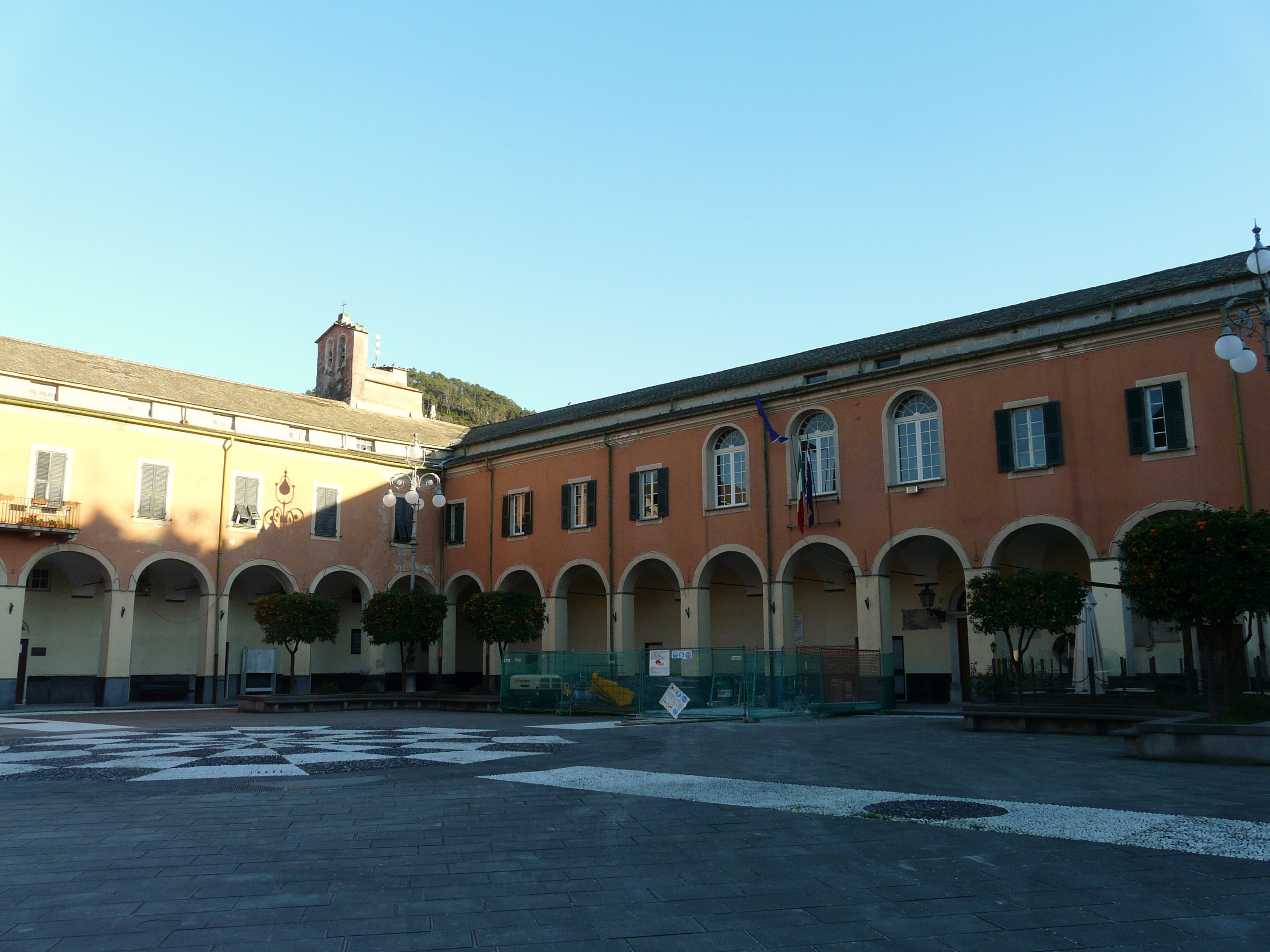
L'ex complesso monastico delle Clarisse, sede del municipio.

1980 - 1985 Giobatta Moggia Democrazia Cristiana 
| Periodo           | Periodo           | Primo cittadino             | Partito                                           | Carica         | Note   |
| ----------------- | ----------------- | --------------------------- | ------------------------------------------------- | -------------- | ------ |
| 1955              | 1974              | Pietro Zoppi                | Democrazia Cristiana                              | Sindaco        |        |
| 4 maggio 1988     | 21 luglio 1990    | Pietro Zoppi                | Democrazia Cristiana                              | Sindaco        |        |
| 21 luglio 1990    | 21 gennaio 1992   | Pietro Zoppi                | Democrazia Cristiana                              | Sindaco        | [ 38 ] |
| 21 gennaio 1992   | 6 luglio 1992     | Annunziata Gallo            |                                                   | Comm. straord. |        |
| 31 luglio 1992    | 27 febbraio 1996  | Marcello Eugenio Schiaffino | Democrazia Cristiana                              | Sindaco        | [ 38 ] |
| 28 febbraio 1996  | 10 giugno 1996    | Mario Rosario Ruffo         |                                                   | Comm. straord. |        |
| 10 giugno 1996    | 17 aprile 2000    | Marcello Eugenio Schiaffino | L'Ulivo                                           | Sindaco        |        |
| 17 aprile 2000    | 5 aprile 2005     | Marcello Eugenio Schiaffino | lista civica di centro-sinistra                   | Sindaco        |        |
| 5 aprile 2005     | 30 marzo 2010     | Maurizio Moggia             | Partito Democratico                               | Sindaco        |        |
| 30 marzo 2010     | 1º giugno 2015    | Maurizio Moggia             | Levanto insieme (lista civica di centro-sinistra) | Sindaco        |        |
| 1º giugno 2015    | 22 settembre 2020 | Ilario Agata                | Levanto insieme (lista civica di centro-sinistra) | Sindaco        |        |
| 22 settembre 2020 | in carica         | Luca Del Bello              | Levanto insieme (lista civica di centro-sinistra) | Sindaco        |        |

## Sport

### Surf da onda
L'ampio golfo levantese permette la creazione di onde surfabili per lo più quando spirano venti di libeccio e di maestrale, ma, talvolta, il mare è praticabile anche con forti venti di scirocco. La contemporanea presenza di fondali sabbiosi (negli spot del Casinò e della Pietra), misti (Pipetta) e rocciosi (Nadia e Gritta) permette la formazione di onde di diversa misura e qualità, ma la fama di Levanto – considerato da molti un big wave spot - è dovuta più che altro alle dimensioni (anche oltre i 3 metri) delle onde che si riescono a formare in determinate condizioni.
Il riconoscimento ufficiale del circuito surfistico non ha tardato ad arrivare: negli ultimi tempi Levanto ha ospitato manifestazioni surfistiche di gran pregio come il Quicksilver big wave invitational nel 2000 e nel 2001 e il Salomon Blue Games nel 2005, eventi che hanno definitivamente portato al consolidamento di una vera e propria cultura del surf in paese.

### Calcio
- A.S.D. Levanto Calcio, militante nel campionato di Promozione.
- A.S.D. Levanto Calcio, settore giovanile; 110 bambini e ragazzi.
- A.S.D. Levanto Calcio, squadra amatori militante nel campionato UISP.

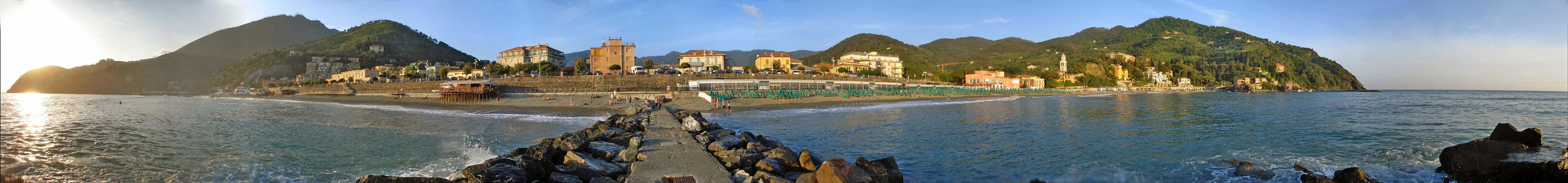
Panorama a 360° della zona costiera levantese